# Cirugía micrográfica de Mohs

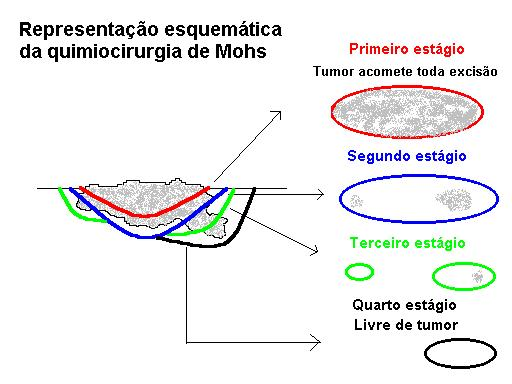
Esquema de la cirugía de Mohs en la que varios cortes aseguran la remoción total del tumor en estadios durante un solo acto quirúrgico.

La cirugía de Mohs, también conocida como cirugía micrográfica, es un tipo de cirugía microscópica controlada, altamente eficaz para tratar ciertos tipos comunes de cáncer de piel. El procedimiento de Mohs, creado en los años 1930 por el cirujano Fredrick E. Mohs, se controla micrográficamente, de manera que el paciente permanece en el quirófano mientras se estudia por microscopio el tejido extraído, proporciona el retiro exacto del tejido canceroso, mientras que se ahorra el tejido sano. La cirugía de Mohs es relativamente costosa comparada a otras modalidades quirúrgicas. Sin embargo, en las partes estéticamente importantes como el párpado, nariz y labios, la tasa baja de resección de tejido no comprometido (sano), hace de este un procedimiento de elección para muchos médicos.

## Tasas de curación
La cirugía de Mohs se acompaña con una tasa de la curación citada entre el 97 % y el 99 % para el carcinoma basocelular primario, el tipo más común de cáncer de piel, y para el carcinoma de célula escamosas. El cáncer recurrente del carcinoma basocelular tiene una tasa más baja de curación con la cirugía de Mohs, en el rango del 94 % se ha utilizado en el manejo del melanoma-en-situ (la tasa el 77 % de la curación), y ciertos tipos de melanoma (tasa del 52 %) aunque actualmente no se recomienda para el manejo de Melanoma invasor.

## Indicaciones
Otras indicaciones para la cirugía de Mohs incluyen el dermatofibrosarcoma protuberans, tumores de la célula del huso, del queratoacantoma, carcinomas de glándulas sebáceas, carcinoma adenoide microcístico, tumor de Merkel, la enfermedad de Paget de seno, el fibroxantoma anormal, el sarcoma uterino, y el angiosarcoma.

## Procedimiento
El procedimiento usualmente se realiza en una oficina del médico bajo anestesia local. Un pequeño bisturí se utiliza para cortar y (raspar) todo el tumor visible. Un muy pequeño margen quirúrgico se utiliza, generalmente de 1 a 1,5 mm de "margen libre" o piel no involucrada. La cantidad de margen eliminado es mucho menor que el habitual de 4 a 6 mm para el nivel de extirpación de cáncer de piel. Después de cada extracción quirúrgica de los tejidos, la muestra se procesa, corta en el criostato y en láminas histológicas, teñido con H & E y, a continuación, leída por el patólogo que examina las secciones de las células cancerosas. Si se encuentra cáncer en un borde, su ubicación está marcada en el mapa que se realiza sobre los tejidos en cuestión y el cirujano reseca dicho borde de la paciente. Este procedimiento se repite hasta que no se encuentra más cáncer.